# غاستون آدا
غاستون آدا (بالإسبانية: Gastón Ada)‏ (18 نوفمبر 1988 ببوينس آيرس في الأرجنتين - ) هو لاعب كرة قدم أرجنتيني في مركز الهجوم. لعب مع يوفنتود يونيدا دي جيوليجياشو ‏.

## وصلات خارجية
- غاستون آدا على موقع قاعدة بيانات كرة القدم.إي يو (الإنجليزية)
- غاستون آدا على موقع Soccerway.com (الإنجليزية)